# Myomembolisering
Myomembolisering även kallat uterin artärembolisering (UAE) eller uterin fibroidembolisering (UFE) är ett ingrepp där en radiolog med hjälp av en kateter sprutar in partiklar för att blockera blodflödet till ett eller flera myom. Det är en icke-kirurgisk, minimal-invasiv teknik, vilket betyder att ingreppet utförs via ett litet hål oftast i ljumskartären. 

## Bakgrund och indikation
Mellan 20 och 40 procent av kvinnor över 35 år uppskattas ha myom i livmodern. De flesta märker aldrig av sina myom och i de fall finns inget behov av åtgärd. Många får dock symtom i form av kraftiga blödningar, tyngdkänsla i buken, smärtor, besvär med urin- och/eller tarmtömning.  Myom kan även inverka på möjligheten att få barn. I upp till 18 procent av upprepade missfall kan myom vara orsaken.
Myomembolisering är ett bra alternativ till större kirurgi, såsom hysterektomi, för de kvinnor med symptomgivande myom som önskar behålla sin livmoder eller bli gravida.

## Utförande
En röntgenläkare utför själva ingreppet där man genom att föra in en tunn kateter samtidigt som man sprutar in kontrastvätska kan orientera sig fram till myomen och där spruta in sfärer (kulor) som kommer att strypa blodflödet och därmed näringstillförseln till myomen. Dessa kommer i de flesta fall att skrumpna ihop och därmed minskar eller försvinner symtomen helt.

## Komplikationer
Smärta, illamående och lätt temperaturförhöjning under de första dygnen är vanligt men övergående. Vaginala flytningar, eventuellt innehållande små myombitar är relativt vanliga. Allvarligare komplikationer såsom allergi mot kontrastmedel, infektioner som leder till hysterektomi (0,5%), att kvinnan går in i menopaus förekommer men är ovanliga.